# Kontrafagott (orgelstämma)
Kontrafagott är en orgelstämma som är 32´. Den tillhör kategorin trumpetstämma och har en trattformig uppsats. Stämman är även en rörstämma och den sitter i pedalen på orgeln.